# Juan Cuyami
Juan Remigio Cuyami Vaz (San Sebastián, Guipúzcoa, 17 de diciembre de 1972), simplemente conocido como Jon o Yoni Cuyami, es un exfutbolista ecuatoguineano que fue internacional con la selección hispanoafricana en el año 2003. Jugaba como delantero. 
Aunque llegó a debutar en la Primera división española militando en la Real Sociedad de Fútbol tuvo una modesta carrera como futbolista profesional jugando en equipos de la Segunda División, 2.ªB y Tercera división en los que se destacó como un importante goleador. Es recordado especialmente por la afición del Recreativo de Huelva y del Burgos CF, históricos equipos en los que fue pieza clave para lograr el ascenso a Segunda División en las temporadas 1998 y 2001 respectivamente.

## Biografía
Cuyami nació en 1972 en San Sebastián en el seno de una familia de emigrantes ecuatoguineanos afincados en la localidad guipuzcoana de Urnieta. Formado en la cantera de la Real Sociedad, sus primeros pasos como futbolista los dio en el Añorga KKE del que pasó a la Real Sociedad cuando era juvenil. En 1991 debutó con el San Sebastián CF, equipo filial de la Real Sociedad en 2.ªB. 
Jugador con gran proyección en los inicios de su carrera, jugó 130 partidos y marcó 25 goles con el filial donostiarra entre 1991 y 1995. En la temporada 1993-94 tuvo su oportunidad de debutar con el primer equipo en la Primera división española. Debutó el 22 de enero de 1994 en una victoria por 2-1 de la Real contra el FC Barcelona. Esa temporada jugó en Primera División un total de 8 partidos con la Real, aunque no logró hacerse un hueco en el equipo. La temporada 1994-95 siguió jugando en el filial y dispuso de otros 2 partidos en Primera División. En la temporada 1995-96 el jugador siguió militando en el filial y ante la falta de perspectivas de ascender al primer equipo decidió abandonar finalmente la disciplina de la Real y se marchó a la UE Figueres, que jugaba en la 2.ªB, para disputar el play-off de ascenso a Segunda.
Comenzó entonces la carrera de Cuyami fuera de San Sebastián, que le llevó a militar por numerosos equipos, algunos de ellos históricos, pero jugando la mayor parte de su carrera en la 2.ªB. Tras su paso por el Figueres fichó por el Club Polideportivo Almería (1996-97), equipo que logró la permanencia in extremis en la categoría. Al año siguiente pasó al Recreativo de Huelva (1997-98). En el Recre, aunque no fue un jugador titular, fue el autor del gol decisivo en la Liguilla de Ascenso que permitió al Decano regresar a la Segunda División tras 8 años purgando sus penas en la 2.ªB. Ser el autor del gol del ascenso hizo que Cuyami obtuviera su página en la historia del histórico equipo andaluz e hizo además que se ganara la renovación por una temporada más, permitiendo a Cuyami debutar con el Recre en la temporada 1998-99 en la Segunda División. En Segunda Cuyami no tuvo una gran actuación y al finalizar su contrato fichó por la AD Ceuta, volviendo a la 2.ªB. En 2000 fichó por el Burgos CF que jugaba en 2.ªB, con los burgaleses Cuyami fue el máximo goleador del equipo marcando 12 goles, a pesar de sufrir dos lesiones de rodilla esa temporada, y obtuvo de nuevo el ascenso a Segunda División. Cuyami regresó a Segunda, esta vez con el Burgos, para la temporada 2001-02, pero aunque el equipo logró la permanencia en los terrenos de juego, descendió al finalizar la temporada administrativamente al no convertirse en sociedad anónima. A partir de ese momento Cuyamijugó el resto de su carrera en Segunda División B, primero en el CE Sabadell, luego en el CF Palencia y finalmente en la SD Lemona. Finalizó su carrera regresando a casa y jugando una última temporada en el Zarautz KE de Tercera División colgando las botas al finalizar la temporada 2006-07.
Tras colgar sus botas tomó parte en la cuarta edición (2008) de un popular reality show de la Euskal Telebista El conquistador del fin del mundo, ejerciendo como capitán de uno de los equipos. Desde su retirada trabaja en un concesionario de coches y juega con los veteranos de la Real Sociedad en el Campeonato Nacional de Liga de Fútbol Indoor. También es entrenador del "Regi" en el Touring KE

## Selección nacional
Ha sido internacional con la Selección de fútbol de Guinea Ecuatorial en 2 ocasiones.
Cuando Óscar Engonga se hizo cargo de la Selección de fútbol de Guinea Ecuatorial en 2003, hizo un llamamiento a varios jugadores profesionales de fútbol españoles de ascendencia ecuatoguineana para que reforzaran la selección del pequeño país africano. Fruto de dicho llamamiento acudieron a jugar con Guinea Ecuatorial jugadores como Rodolfo Bodipo, Juvenal Edjogo, Juan Epitié, Iván Zarandona, Sergio Barila y el propio Jon Cuyami.
Debutó en Bata el 11 de octubre de 2003 en un Guinea Ecuatorial 1-0 Togo calificatorio para el Mundial 2006. Con posterioridad disputó un amistoso contra Santo Tomé y Príncipe ese mismo año.

## Clubes
| Club                       | País   | Año       |
| -------------------------- | ------ | --------- |
| Real Sociedad B            | España | 1991-1995 |
| Real Sociedad              | España | 1994-1996 |
| UE Figueres                | España | 1996      |
| Club Polideportivo Almería | España | 1996-1997 |
| Recreativo de Huelva       | España | 1997-1999 |
| AD Ceuta                   | España | 1999-2000 |
| Burgos CF                  | España | 2000-2002 |
| CE Sabadell                | España | 2002-2003 |
| CF Palencia                | España | 2003-2004 |
| SD Lemona                  | España | 2004-2006 |
| Zarautz KE                 | España | 2006-2007 |